# Mary McElroy
Mary Arthur McElroy, född 5 juli 1841, död 8 januari 1917, var syster till USA:s 21:e president, Chester Arthur och fungerade som värdinna i Vita huset under broderns ämbetstid (1881-1885). Detta då president Arthurs fru Ellen Lewis Herndon Arthur avlidit 18 månader innan Arhur blev president.

## Biografi
Mary Arthur föddes i Greenwich, New York, dotter till William och Malvina S. Arthur. Hon var yngst av nio syskon och gifte sig senare med försäkringstjänstemannen John McElroy. Paret fick fyra barn.
År 1880 blev Marys bror Chester vald till vicepresident. I juli 1881 blev dåvarande president James Garfield dödligt sårad och dog 19 september samma år. Chester Arthur efterträdde honom och frågade sin syster Mary att ta hand om hans dotter Ellen och fungera som Vita husets värdinna under hans ämbetstid. Eftersom Marys egen familj bodde i Albany, New York, bodde hon i Washington D.C. bara under vintertid då det sociala livet i Washington hade sin mest hektiska tid under året.
Under 6 månaders sorgetid efter förre presidenten Garfield renoverade Arthur Vita huset och när han flyttade in efter renoveringen tog Mary McElroy med sig Arthurs dotter Ellen såväl som två av sina barn. Trots att president Arthur aldrig gav sin syster en formell ställning, visade hon sig vara en populär och duktig värdinna. Det schema för presidentens officiella sällskapsliv som hon och brodern kom överens om, blev sedan länge standard i Vita huset.
Mary McElroy var engagerad för afroamerikaners rättigheter, men motsatte sig samtidigt rösträtt för kvinnor.
När Arthur 1884 vägrade att acceptera sitt partis nominering för ny presidentkandidatur, drog hon sig tillbaka till Albany, där hon senare dog vid 75 års ålder.